# Anthony Kosten
Anthony ("Tony") Cornelis Kosten (Londres, 24 de juliol de 1958), és un jugador i escriptor d'escacs anglès que resideix a Clermont-Ferrand, França, i que s'ha nacionalitzat francès. Actualment, i des de 2002, representa França internacionalment. Té el títol de Gran Mestre des de 1990.
A la llista d'Elo de la FIDE del desembre de 2022, hi tenia un Elo de 2359 punts, cosa que en feia el jugador número 122 (en actiu) de França. El seu màxim Elo va ser de 2551 punts, a la llista de juliol de 2002 (posició 231 al rànquing mundial).

## Publicacions
Ha publicat nombrosos llibres d'escacs, amb el nom de ploma Tony Kosten, sobretot sobre obertures:
- Winning Endgames, Crowood, 1987, ISBN 978-0-946284-69-6
- Winning with the Philidor, Batsford, 1992, ISBN 978-0-7134-6945-5
- New Ideas in the Nimzo-Indian Defence, Batsford, 1994, ISBN 978-0-7134-7377-3
- Latvian Gambit, Batsford, 1995, ISBN 978-0-7134-8629-2
- 101 Tips to Improve your Chess, Batsford, 1996, ISBN 978-0-7134-7899-0
- Trends in the Philidor, Trends Publications, 1997, ISBN 1-85932-032-5.
- French Advance, Everyman Chess, 1998, ISBN 978-1-901259-10-0
- Mastering the Nimzo-Indian with the Read and Play Method, Batsford, 1998, ISBN 978-0-7134-8383-3
- The Dynamic English, Gambit Publications, 1999, ISBN 978-1-901983-14-2
- Easy Guide to the Najdorf, Everyman Chess, 1999, ISBN 978-1-85744-529-9
- Classical Sicilian (B56-B59) . ChessBase, 2000, ISBN 3-932466-84-5 (CD-ROM)
- The Latvian Gambit lives!, Batsford, 2001, ISBN 978-0-7134-8629-2
- The Knockout Nimzo, Bad Bishop, 2003, ISBN 978-0-9542934-5-1 (CD-ROM)
- Dangerous Weapons: Flank Openings: Dazzle Your Opponents!, Everyman Chess, 2008, ISBN 978-1-85744-583-1 (amb Richard Palliser i James Vigus)